# Der Mann, der zweimal leben wollte
Pour plus de détails, voir Fiche technique et Distribution.
Der Mann, der zweimal leben wollte (titre français : L'Homme qui voulait vivre deux fois) est un film allemand réalisé par Victor Tourjanski sorti en 1950.
Il s'agit d'une adaptation de Fred Andreas, paru en 1932.

## Synopsis
Le médecin-chef vieillissant d'une grande clinique, le professeur Hesse, a en fait tout ce que l'on peut souhaiter : la célébrité, la reconnaissance, une épouse aimante dont il s'est de plus en plus éloigné, et deux adolescents qui réussissent. Et pourtant, il est profondément insatisfait de sa vie, trouve que son existence n'a pas de sens. Il a le droit, croit-il, de mener une vie différente, nouvelle qui ne devrait rien à voir avec l'ancienne. Et donc un jour, il met en scène un accident de voiture afin de sortir de sa vie antérieure et de sa routine clinique quotidienne et de repartir de zéro ailleurs. Seule sa secrétaire, Maria Monnard, le sait. Elle est son amante qui veut l'accompagner dans sa nouvelle vie. C'est l'homme qui voulait vivre deux fois.
Mais ce qui semble tentant en théorie est infiniment plus difficile à mettre en œuvre dans la réalité. Une tentative de s'enfuir sur un cotre de pêche est vouée à l'échec, tout comme la conviction qu'il trouvera un nouveau but dans la vie à l'étranger en tant que fermier alpin en haute montagne. Encore et encore, son ancienne vie le rattrape et cette nouvelle vie s'avère également insatisfaisante. Un jour, le professeur Hesse apprend que son fils Kai est gravement malade. Le médecin se rend immédiatement à son ancien lieu de travail, mais doit se rendre compte qu'on l'a remplacé. Déçu sur toute la ligne, le professeur disparaît la tête baissée et complètement désabusé. On ne dit pas au spectateur quel futur Hesse choisira.

## Fiche technique
- Titre : Der Mann, der zweimal leben wollte
- Réalisation : Victor Tourjanski
- Scénario : Harald Braun, Heinz Pauck (de)
- Musique : Lothar Brühne
- Direction artistique : Franz Bi, Botho Höfer (de)
- Photographie : Konstantin Irmen-Tschet
- Production : Jacob Geis
- Société de production : Neue deutsche Filmgesellschaft
- Société de distribution : Bavaria-Filmkunst Verleih
- Pays d'origine :  Allemagne de l'Ouest
- Langue : allemand
- Format : Noir et blanc - 1,37:1 - Mono - 35 mm
- Genre : Drame
- Durée : 90 minutes
- Dates de sortie :
  -  Allemagne de l'Ouest : 15 septembre 1950.
  -  France : 22 octobre 1954[1].

## Distribution
- Rudolf Forster : Professor Hesse
- Olga Tschechowa : Irene Hesse
- Heidemarie Hatheyer : Maria Monnard
- Ilse Steppat : Hilde, l'infirmière en chef
- Rolf von Nauckhoff : Dr. Ihlenfeld
- Helmuth Rudolph : Lorheden
- Dieter Suchsland : Kai Hesse
- Marianne Koch : Katja Hesse

## À noter
- Le film est réalisé au milieu de l'année 1950 dans les studios de cinéma de Munich-Geiselgasteig et dans les Alpes bavaroises (plans extérieurs).
- C'est le premier film après la Seconde Guerre mondiale de Rudolf Forster[3] et Olga Tschechova[4].

## Crédit d'auteurs
- (de) Cet article est partiellement ou en totalité issu de l’article de Wikipédia en allemand intitulé « Der Mann, der zweimal leben wollte » (voir la liste des auteurs).